# Ach Gott, vom Himmel sieh darein

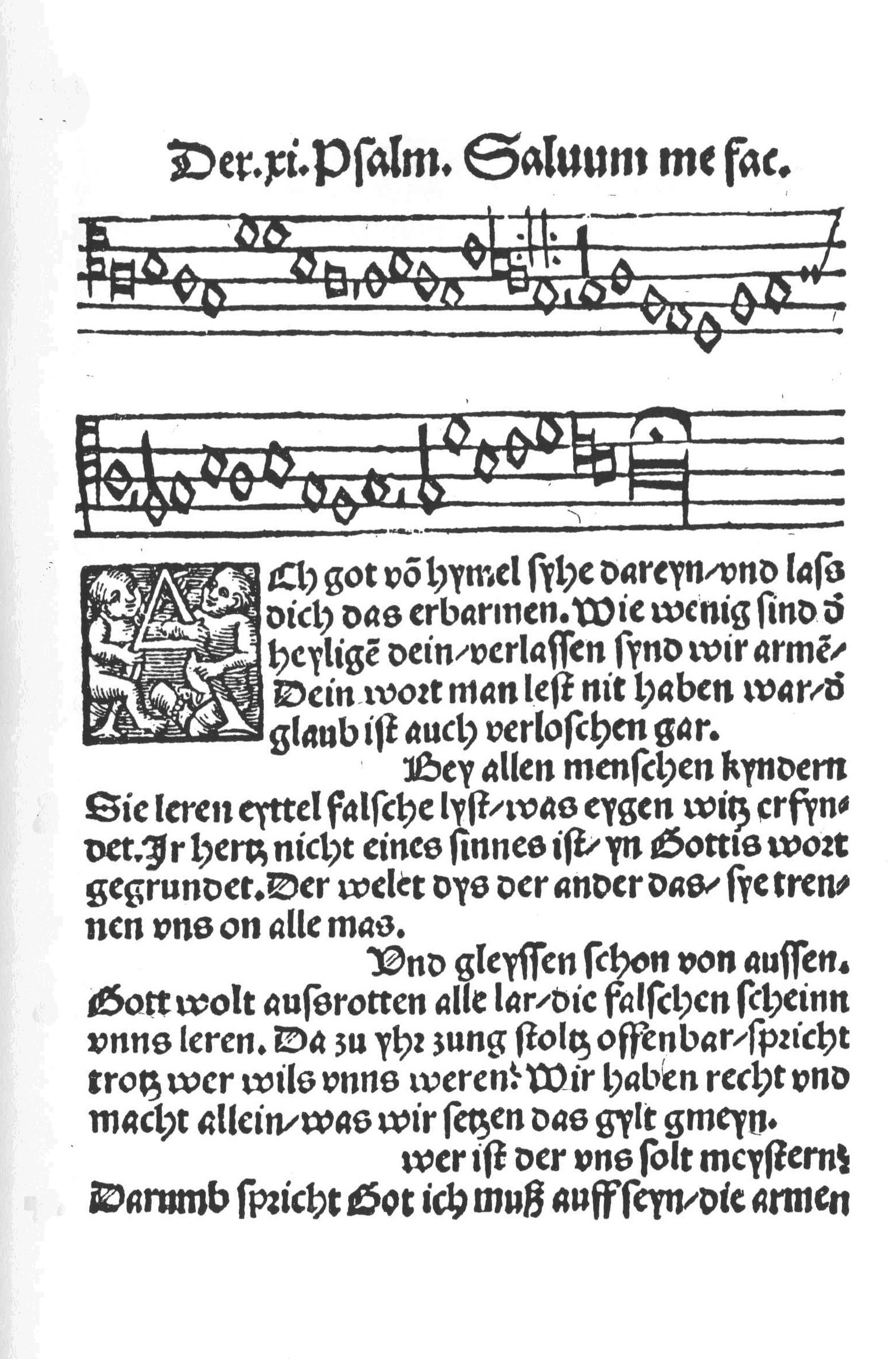
Ach Gott, vom Himmel sieh darein

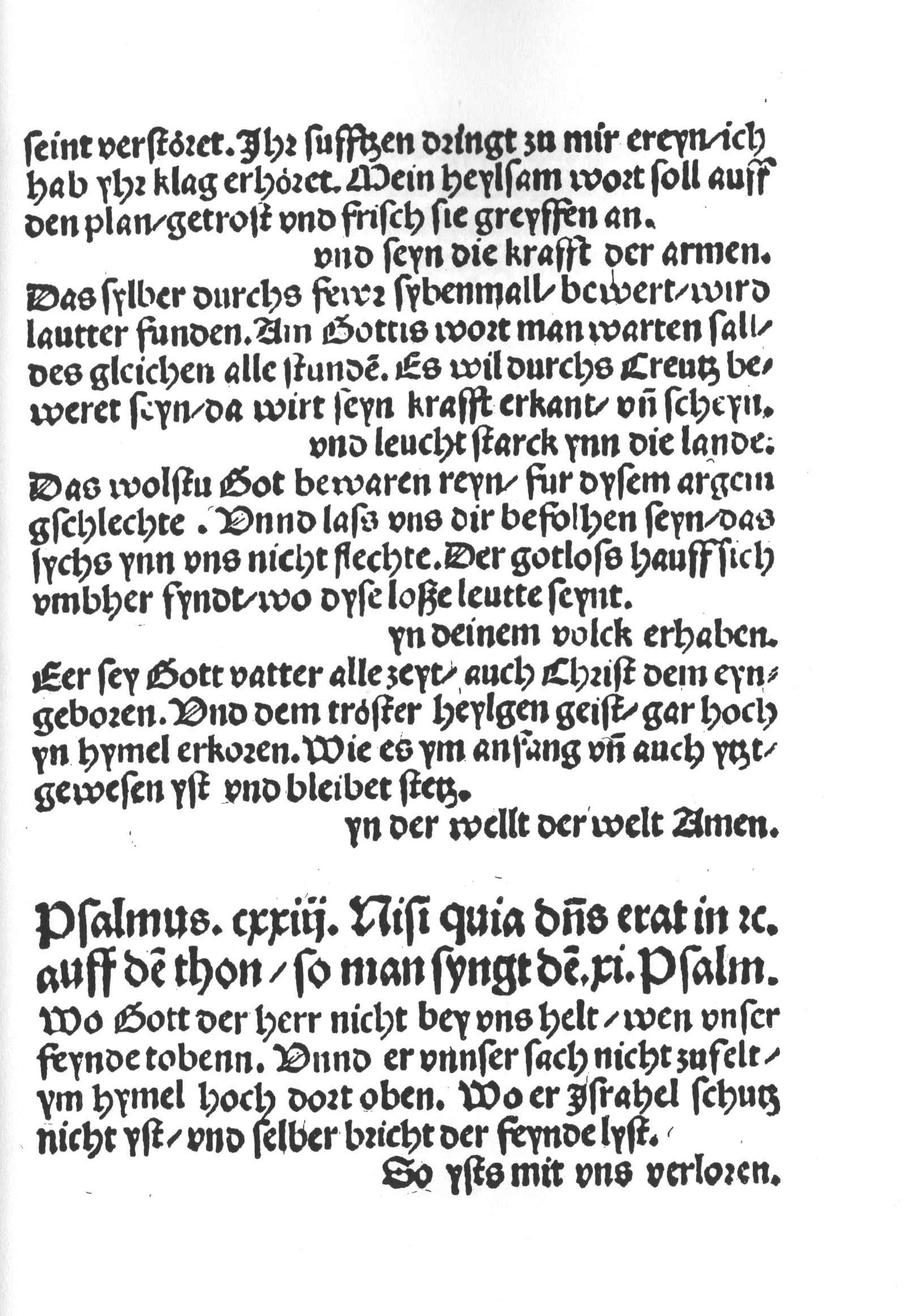
Enchiridion geistlicher Gesänge (Erfurt 1524)

Ach Gott, vom Himmel sieh darein ist ein reformatorischer Choral Martin Luthers, den er Ende 1523 schuf.

## Der Choral Luthers
Um die Jahreswende 1523/24 beschäftigte sich Luther mit der Schaffung von Psalm-Liedern in deutscher Sprache für die Feier des Gottesdienstes – eine programmatische Ausrichtung, die er in seiner Formula Missae 1523 und in einem Brief an Georg Spalatin entwickelt hatte. Die Lieder sollten den Sinn des Psalms genau erfassen und in einer schlichten Sprache wiedergeben, ohne genaue Übersetzungen zu sein. Er schuf insgesamt sieben Psalmlieder, von denen er seine Verdeutschung von Psalm 130  Aus tiefer Not für besonders beispielhaft hielt. Ach Gott, vom Himmel sieh darein ist Luthers Interpretation von Psalm 12 , in der Nummerierung der Vulgata Psalm 11. Damals bekannt unter seinen lateinischen Anfangsworten Salvum me fac, ist es ein Klage- und Vertrauenslied; seine Überschrift in der Lutherbibel von 1912 lautet: Klage über die Macht der Bösen, in der Einheitsübersetzung Die Falschheit der Menschen – die Treue Gottes.
Die Strophenform gilt als besonders charakteristisch für Luther und erhielt in der Verslehre die Bezeichnung Lutherstrophe.
Das Lied wurde erstmals als Einblattdruck auf einem heute verschollenen Wittenberger Dreiliederblatt und wenig später im Achtliederbuch veröffentlicht und erreichte durch die Aufnahme in Liedersammlungen wie dem Erfurter Enchiridion und Gesangbücher, z. B. von Johann Walter (1524), schnell eine weite Verbreitung. Zu Anfang sind dem Lied verschiedene Melodien zugeordnet worden, die heute übliche, traditionell als hypophrygisch bezeichnete modale Melodie findet sich erstmals im Erfurter Enchiridion. Sie wird in dieser Form Luther selbst zugeschrieben, der sich dabei teilweise von einer vorreformatorischen weltlichen Melodie (Begirlich in dem hertzen min, 1410) hat anregen lassen.
Die Übertragung Luthers folgt formal dem Psalm; jeweils zwei Psalmverse werden im Verhältnis 1:1 übertragen, anschließend jeweils zwei im Verhältnis 2:1. Inhaltlich weist er jedoch über den Psalmtext hinaus und setzt ihn in einen neuen, dezidiert christlich-reformatorischen Kontext: seine damalige Zeit. Er benutzt den Psalm, um seine Lage und die der Reformation in persönlicher, leidenschaftlicher Weise zu deuten und zwar als eine auf Gottes Wort, sein Evangelium angewiesene Bewährungszeit: „es will durchs Kreuz bewähret sein …“

## Reformatorisches Kampflied
Das Lied wurde schon bald nach seiner ersten Veröffentlichung als reformatorisches Bekenntnislied verstanden und verwendet. 1527 stimmten es in Braunschweig Anhänger der Reformation an, als ein vom Rat aus Magdeburg geholter altgläubiger Prediger eine Predigt über die guten Werke hielt, und brachten ihn so zum Schweigen. Ähnliches wird aus Lübeck berichtet, wo es nach der vom Rat durchgesetzten Vertreibung der reformatorischen Prediger Johann Walhoff und Andreas Wilms zu einer Auseinandersetzung kam, die in der Reformationsgeschichtsschreibung als Singekrieg bekannt wurde. Am 5. Dezember 1529, dem Vorabend des Nikolaustages, fingen evangelisch gesinnte Bürger an, die katholischen Messen durch das laute Singen von reformatorischen Psalmliedern, insbesondere Ach Gott, vom Himmel sieh darein, zu unterbrechen. Eine in Lübeck tradierte Geschichte sagt, dass es „zwei kleine Jungen“ waren, die in der Jakobikirche damit anfingen, und dass die Bürger „fleißig einstimmten“. So wurde Ach Gott, vom Himmel sieh darein das erste Psalmlied, das in Lübeck öffentlich in einer Kirche gesungen wurde. Die wachsende Bewegung und Unruhe in der Stadt erreichte zunächst die Rückberufung der beiden Prediger und schließlich zwei Jahre später die Einführung der reformatorischen Kirchenordnung durch Johannes Bugenhagen. Auch in Basel und Frankfurt am Main war es schon 1525/26 zu solchen Aktionen gekommen.
Zahlreiche Parodien aus römisch-katholischem Blickwinkel, etwa im Gesangbuch des Johann Leisentrit, zeigen, wie verbreitet, identitätsbildend für die Protestanten und herausfordernd für die Katholiken das Lied inzwischen geworden war.

## Die Bach-Kantate
Im Zeitalter Johann Sebastian Bachs war der Choral das Hauptlied für den 2. Sonntag nach Trinitatis, weil er zur Thematik der in der Perikopenordnung vorgesehenen Lesungen: 1 Joh 3,13–18  als Epistel und Lukas 14,16–24 , das Gleichnis vom großen Abendmahl als Sonntagsevangelium passte. Für den entsprechenden Sonntag, den 18. Juni 1724 schuf Bach seine gleichnamige Choralkantate Ach Gott, vom Himmel sieh darein, BWV 2.

## Nachwirkungen
Ach Gott vom Himmel, sieh darein... wurde zum Liedanfangsmuster für verschiedene Lieder und Texte, die vor allem auf Liedflugschriften verbreitet wurden. Ach Gott von Himmel sieh darein und lass dich das erbarmen, der Bayerfürst hat Prag schon ein... war eine politische Umdichtung auf den Winterkönig, Kurfürst Friedrich V. von der Pfalz, 1620. Ach Gott vom Himmel sieh darein... wir müssen wieder zopfig sein, wir Hessen, ja wir Armen... sang man über die Restauration in Hessen und die Wiedereinführung des Zopfes beim Militär, 1815.
Der Choral ist in der Musikgeschichte vielfältig bearbeitet worden. Bekannt ist vor allem der Gesang der Geharnischten (Der, welcher wandert diese Straße) aus Mozarts Zauberflöte, der die Melodie vollständig zitiert.
Ach Gott im Himmel, sieh darein oder (O) Gott im Himmel, sieh darein sind als Textfragmente in den unterschiedlichsten Zusammenhängen, jedoch meist mit bewusst protestantischem oder nationalem Unterton zitiert worden. So verwendet es Ernst Moritz Arndt in der letzten Strophe von Des Deutschen Vaterland: „O Gott vom Himmel, sieh darein und gieb uns rechten deutschen Mut, daß wir es lieben treu und gut! Das soll es sein! Das soll es sein! Das ganze Deutschland soll es sein!“ Louise Otto-Peters machte Gott im Himmel sieh darein! zum Titel eines gegen die Jesuiten in der Schweiz gerichteten polemischen Gedichtes.
Der Choral Luthers findet sich bis heute im Evangelischen Gesangbuch (EG 273), wird aber selten gesungen.

## Übersetzungen
Eine Übersetzung ins Niederdeutsche Ach Godt van Hemmel sehe darin vnd lath dy des erbarmen: Bedroeuet ys de gantze Gemein by Ryken vnd by Armen. Dyn Wordt men leth nicht hebben wær de Gloue vnd Trüw vorloeschet gær by den de vns schoelen leren… erschien als Liedflugschrift in Lübeck bei Balhorn dem Jüngeren um 1590. Eine Übersetzung ins Dänische O Gud af himmelen se her til... wurde in einem dänischen Gesangbuch, gedruckt in Rostock 1529, veröffentlicht und übernommen im dänischen Gesangbuch von Ludwig Dietz von 1536. Eine neuere Übersetzung ins Dänische Ak, Gud, fra Himlen se herned, dig over os forbarme... von 1840 wurde in das dänische Gesangbuch Den Danske Salme Bog, Kopenhagen 1993, übernommen (ebenfalls in der neuen Ausgabe von 2002).
Catherine Winkworth übersetzte das Lied 1863 unter dem Titel Ah God, from heav’n look down and see ins Englische.